# Lelylijn

Mogelijke tracés van de Lelylijn, via de route Groningen – Station Drachten – Heerenveen – Emmeloord – Lelystad, met varianten tussen Heerenveen en Emmeloord.

De Lelylijn is een voorgestelde Nederlandse spoorlijn tussen Lelystad en Groningen met mogelijk stations in Emmeloord, Heerenveen en Drachten met treinen die een snelheid tot 200 kilometer per uur kunnen bereiken. Het plan heeft enkele overeenkomsten met de Zuiderzeelijn, die in 2007 werd geannuleerd.
In 2025 werd geld dat gereserveerd was voor de Lelylijn gebruikt als reservering voor de Nedersaksenlijn.

## Geschiedenis

Nederlandse spoorlijnen zonder de Lelylijn die Lelystad met Groningen zou verbinden.

De voorgestelde spoorlijn is vernoemd naar Cornelis Lely, op initiatief van Fries Statenlid Dirk Pool (VVD) in april 2018 met de steun van Pier Eringa, toenmalig president-directeur van ProRail. Aanvankelijk reageerde de provincie Groningen afwijzend. In november 2018 was de lobby voor de Lelylijn echter gegroeid tot onder andere een meerderheid van de Flevolandse Staten, de gemeenten Urk, Noordoostpolder en Lelystad, VNO-NCW en de Sociaal-Economische Raad.
Tegen februari 2019 was er steun te vinden bij ondernemersplatform Bedrijven Actief Noordoostpolder en lokale en provinciale afdelingen van onder meer VVD, D66 en CDA en namen Kamerleden Maurits von Martels en Rutger Schonis deel aan de discussie. Eind februari 2019 bleek er eveneens een meerderheid in de Friese Staten te zijn om nationaal en Europees te gaan lobbyen voor de Lelylijn. Bij een peiling die Omroep Flevoland in maart 2019 op sociale media hield bleek 90% van de 1.800 deelnemers voorstander van de Lelylijn. In april 2019 stelde Staatssecretaris van Infrastructuur en Waterstaat Stientje van Veldhoven (D66) echter dat er geen reden was om de eerdere afwijzing van de Zuiderzeelijn te herzien en dat Noord-Nederland destijds al gecompenseerd was met 2 miljard euro voor andere verbeteringswerkzaamheden. De Tweede Kamerfractie en provinciale en lokale afdelingen van D66 waren echter in meerderheid voorstander van de Lelylijn en er was in de Staten van Flevoland en Friesland ook een meerderheid, maar in Groningen nog niet.
In september 2019 beweerden twee hoogleraren ruimtelijke economie van de Rijksuniversiteit Groningen, Paul Elhorst en Jan Oosterhaven, die in 2000 betrokken waren bij studies voor een hogesnelheidslijn van Lelystad naar Groningen, in Het Financieele Dagblad dat een dergelijk project wel degelijk rendabel zou zijn en dat de studie uit 2006 die leidde tot het afblazen van de Zuiderzeelijn rekenfouten bevatte. In oktober 2019 bundelden de Provinciale Staten van Friesland, Groningen en Drenthe, verenigd in het Statenberaad, de krachten en riepen hun colleges van Gedeputeerde Staten op om bij de regering voor de Lelylijn te pleiten. Daarbij toonden inmiddels ook volksvertegenwoordigers van onder meer GroenLinks, SP, FVD en de Partij voor het Noorden interesse of steun voor de Lelylijn.
De Rijksoverheid, waaronder het ministerie van Infrastructuur en Waterstaat, zegde op 20 november 2019 aan een delegatie van noordelijke bestuurders (die voor 2030 een reistijdwinst van 30 minuten wensten) toe nader onderzoek te zullen doen naar de haalbaarheid van deze uitbreiding van het spoorwegennet. De uitkomsten van dit haalbaarheidsonderzoek werden in het tweede kwartaal van 2020 verwacht. Op 3 december 2019 dienden de vier coalitiefracties VVD, CDA, D66 en ChristenUnie een motie in die het kabinet opdroeg om een haalbaarheidsonderzoek te doen naar een betere bereikbaarheid van het Noorden, met de nadruk op de Lelylijn en met als voorwaarde dat de betrokken provincies meebetalen aan het onderzoek; de motie werd door de voltallige oppositie gesteund.
In juli 2020 kwamen de resultaten uit het Potentieonderzoek verbeterde OV-verbinding Noord-Nederland – Randstad (ook wel bekend als het 'haalbaarheidsonderzoek') naar buiten en die stelden dat het realiseren van de Lelylijn (ongeveer 11%) goedkoper is dan het huidige spoor vernieuwen tussen Zwolle en Groningen. De kosten voor de aanleg zouden tussen de 3,2 en 6,4 miljard euro liggen en het huidige spoor vernieuwen kost tussen de 3,6 en 7,2 miljard euro. De Lelylijn kan de reistijd per trein tussen Groningen en de Randstad terugbrengen naar 1 uur en 30 minuten. Nu duurt een treinreis van Groningen naar Amsterdam 2 uur en 5 minuten. In het haalbaarheidsonderzoek worden verder extra haltes (OV-hubs) bij Lemmer, het Kuinderbos, Beetsterzwaag of Nienoord als mogelijkheid genoemd vanuit het oogpunt van toerisme. Daarnaast wordt ook het ontlasten van de druk op de woningmarkt benoemd als pluspunt van de Lelylijn.
In december 2020 liet de NS weten nu ook voorstander te zijn voor de realisatie van de Lelylijn. Eerder gaf de NS voorkeur aan het sneller maken van de bestaande verbinding Groningen – Assen – Zwolle. Naast de reistijdwinst wordt ook als voordeel de toename van reizigers genoemd door het openen van nieuwe stations in Drachten en Emmeloord.
In het regeerakkoord van december 2021 bepaalde het destijds aanstaande kabinet-Rutte IV om de Lelylijn te gaan realiseren. Budgettair is er tot 2038 geld gereserveerd op de begroting.
De ministers van Transport van de 27 lidstaten van de EU hebben op 5 december 2022 ingestemd met het voorstel de Lelylijn op te nemen in het TEN-T netwerk, waarmee de aanleg kans maakt op Europese subsidies. Het Europees Parlement heeft daar op 13 april 2023 mee ingestemd.
In juni 2023 bleek tijdens het debat over het rapport van de parlementaire enquêtecommissie gaswinning in Groningen dat er een meerderheid lijkt te zijn in de Tweede Kamer om de Lelylijn en de Nedersaksenlijn aan te leggen. De Tweede Kamer wil dat de Lelylijn er komt als compensatie voor de gaswinning in Groningen.
In oktober 2023 werd voorgesteld dat een projectteam namens de Rijksoverheid een onderzoek zou doen naar een alternatieve route via de Afsluitdijk. Volgens dat idee zou er een spoorlijn kunnen komen van (Amsterdam –) Alkmaar via de Afsluitdijk naar Leeuwarden (– Groningen). Het onderzoek zou moeten uitwijzen of de voorkeur uitgaat naar de route via de Afsluitdijk of (toch) via Lelystad – Emmeloord – Heerenveen – Drachten – Groningen.
In het regeerprogramma van het kabinet-Schoof in september 2024 werd de Lelylijn omschreven als een 'prioritair project'. Daarmee zet de nieuwe coalitie van PVV, VVD, NSC en BBB de plannen van de aanleg van het traject voort. Inmiddels was ook het onderzoek van het projectteam Lelylijn afgerond.
Op de begroting van het kabinet-Schoof is er 3 miljard gereserveerd voor de aanleg van de Lelylijn. Al snel werd duidelijk dat dit bij lange na niet voldoende is. Bij het onderzoek over de mogelijke routes is ook een kostenraming opgenomen. Daarin werden de verschillende varianten begroot tussen de 8,2 en 21,4 miljard euro. De variant die de meeste tijdswinst oplevert, het bundelingsalternatief, is geraamd op 13,8 miljard euro. Het ministerie van Infrastructuur en Waterstaat komt dus nog ruim 10 miljard euro tekort voor de aanleg van het spoortraject.
In november 2024 maakte de Nederlandse regering bekend dat ze niet verder gaan met volgende stappen (net zoals voor de Nedersaksenlijn), met name een MIRT-verkenning, omdat niet voldaan is aan de regel dat hiervoor 75 procent van de kosten van een project gedekt moet zijn.
Op 16 april 2025 maakte het kabinet-Schoof echter bekend dat er 1,9 miljard euro wordt vrijgemaakt voor de aanleg van de Nedersaksenlijn. Het geld zou moeten komen uit een pot van 3,4 miljard euro die eerder was gereserveerd voor de Lelylijn. Er zijn echter nog geen verdere besluiten genomen. De realisering van de Lelylijn is hiermee verder op de lange baan geschoven. Het eerder hiervoor begrote bedrag van 3,4 miljard euro was al lang niet voldoende, nu wordt hiervan meer dan de helft bestemd voor de Nedersaksenlijn. Volgens reizigersvereniging Rover is vooralsnog het glas half leeg. "Het is mooi dat er geld voor de Nedersaksenlijn is, maar dat dit uit het potje voor de Lelylijn komt is jammer. Met dit geld ligt het spoor van de Nedersaksenlijn er misschien, maar er rijden nog geen treinen voor dit bedrag. Dit terwijl het kabinet bezuinigt op de financiering voor het rijden van treinen", aldus Rover-directeur Freek Bos.

## Organisatie
Er is een Stuurgroep Lelylijn in het leven geroepen om de voortgang van het project te bewaken. De stuurgroep staat sinds 2023 onder het voorzitterschap van René Paas, tevens Commissaris van de Koning Groningen. Daarvoor was Avine Fokkens, gedeputeerde van de provincie Friesland, voorzitter.

## Trajecten
Op 13 september 2024 kwam er een onderzoek uit naar de mogelijke tracés voor de Lelylijn. Uit dit rapport kwamen zes mogelijke tracés naar voren onderverdeeld in drie basisalternatieven. Het zogenoemde 'bundelingsalternatief' langs de A6/A7/A32 met varianten tussen Emmeloord – Heerenveen, het Afsluitdijkalternatief met varianten tussen Alkmaar – Leeuwarden – Groningen en het zuidelijk alternatief. Dit nieuwe derde alternatief volgt voor het deel Lelystad – Emmeloord het bundelingsalternatief. Na Emmeloord buigt dit tracé af naar het noordoosten in de richting van Assen.
Dit onderzoek keek ook naar het aantal reizigers, de kosten per traject en welke spoorkunstwerken nodig zijn voor de bouw.

### Vergelijking alternatieven
| Kenmerken                                           | Bundeling | Afsluitdijk                      | Zuidelijk                      |
| --------------------------------------------------- | --- | -------------------------------- | ------------------------------ |
| Rijtijden Groningen – Amsterdam Zuid                | 2×/uur: 83 min. (-36 min.) via Heerenveen 4×/uur: 70 min (-49 min.) via zuidelijk Heerenveen 8×/uur: 77 min. (-42 mn.) via Heerenveen-Noord | 4×/uur: 107 min. (-17 min.)      | 4×/uur: 87 min. (-32 min.)     |
| Rijtijden Leeuwarden – Amsterdam Zuid               | 2×/uur: 81 min. (-40 min.) 4×/uur: 78 min. (-43 min.) 8×/uur: 74 min. (-47 min.)                                                            | 4×/uur: 78 min. (-47 min.)       | 4×/uur: 80 min. (-41 min.)     |
| Rijtijden Assen – Amsterdam Zuid                    | – | –                                | 4×/uur: 69 min. (-33 min.)     |
| Dagelijkse aantal ritten Lelylijn                   | 2×/uur: 35.000, 4×/uur: 41.000, 8×/uur: 52.000                                                                                              | 17.000                           | 28.000                         |
| * Waarvan nieuwe treinritten                        | 2×/uur: 19.300, 4×/uur: 22.400, 8×/uur: 25.700                                                                                              | 6.900                            | 10.300                         |
| Lengte nieuw spoor (200km/u)                        | 123 km | 84 km                            | 98 km                          |
| Exploitatiesaldo                                    | 2×/uur: +€ 60 miljoen tot +€ 95 miljoen 4×/uur: +€ 55 miljoen tot +€ 90 miljoen 8×/uur: -€ 60 miljoen tot -€ 25 miljoen                     | +€ 10 miljoen tot + € 45 miljoen | -€ 40 miljoen tot -€ 5 miljoen |
| Investeringsramingen (70%-betrouwbaarheidsinterval) | € 9,8 - 17,9 miljard | € 12,65 - 21,4 miljard           | € 5,9 - 10,525 miljard         |

## Voor- en nadelen

### Pro
De aanleg van de Lelylijn heeft een aantal potentiële voordelen, waaronder:
- Snellere treinverbinding tussen Noord-Nederland en de Randstad. Nu duurt een reis ongeveer 2 uur tussen Groningen / Leeuwarden en Amsterdam, dat kan tot ruim 1 uur worden verminderd.[36] Tussen Groningen / Leeuwarden en Den Haag zou er 1,25 uur tijdwinst kunnen worden geboekt.[2][37]
- Vermindering van drukte op autowegen,[2][3][37] met name de A6 en A7.[2][7]
- Vermindering van CO2-uitstoot door auto's.[38][37]
- Vermindering van drukte op bestaande spoorwegen, met name het ontlasten van station Zwolle dat een flessenhals kan worden.[37]

- Onderdeel worden van een snelle internationale spoorverbinding van Amsterdam/Rotterdam naar Hamburg.[3] Maar reizigers die nu naar Hamburg gaan gebruiken de trein naar Berlijn tot Osnabrück, vanwaar treinen met 200 km/h naar Bremen en Hamburg gaan. Investeren in een lijn via Groningen zou betekenen dat deze vervoersstroom in Nederland en Duitsland gesplitst gaat worden, waarmee het economisch draagvlak voor (investeringen in) bestaande verbindingen gevaar kan lopen.
  - Er wordt al een hogesnelheidslijn aangelegd tussen Hamburg, Kopenhagen en Oslo; als de Lelylijn wordt aangesloten op Hamburg, zouden honderden korteafstandsvluchten van Schiphol naar Scandinavië kunnen worden geschrapt.[37] Van de zijde van de Duitse overheid bestaat echter geen belangstelling voor een doortrekking.[39]
  - Als de Lelylijn Europees perspectief kan bieden, dan krijgt de aanleg mogelijk subsidie van de Europese Unie.[37]
  - Als de Lelylijn wordt doorgetrokken naar Hamburg en Berlijn, zou dat een bijzonder gunstig vestigingsklimaat opleveren voor Noord-Nederland.[40] Van de zijde van de Duitse overheid bestaat echter geen belangstelling voor een doortrekking.[39]
- Verbetering van de economische positie van Flevoland (vooral de Noordoostpolder), Friesland, Groningen en Drenthe.[5][37]
  - Het zou het vestigingsklimaat voor bedrijven verbeteren en daarmee ook meer werkgelegenheid creëren in de regio.[37] Op een bijeenkomst van ondernemers in Drenthe bleken al die ondernemers voorstander.[40]
  - Potentiële werknemers (woonachtig zowel binnen als buiten de regio) zullen ook makkelijker naar hun werk (zowel binnen als buiten de regio) kunnen reizen zonder erheen te hoeven verhuizen. Een kennisvlucht vanuit het Noorden naar de Randstad kan zo worden voorkomen, terwijl hoogopgeleide Randstedelingen in het Noorden kunnen gaan werken zonder erheen te verhuizen, óf door er wel te gaan wonen zonder al te veel hun contacten in de Randstad te verliezen.[37]
- In de Randstad kunnen werken of studeren zonder dat men er vanuit het Noorden heen hoeft te verhuizen.[3][6]
- Vermindering van de woningnood in de Randstad.[37] Bouwen en aanbieden van goedkopere woonruimte in Noord-Nederland en Flevoland.[40] Maar met betrekking tot Lelystad zijn geen investeringen noodzakelijk voor woningzoekenden uit de Randstad: Lelystad is vanuit het westen bezien al jaren volledig op de Randstad aangesloten. In Lelystad dreigt (wederom) een woningoverschot te ontstaan, het ligt hiermee niet voor de hand dat er veel effectieve woningvraag is vanuit de Randstad voor nog verder weg gelegen gemeenten met minder voorzieningen zoals Emmeloord, Heerenveen en Drachten.
- Volgens hoogleraren economie Elhorst en Oosterhaven is het economisch rendement van de Lelylijn 0,8-4% en dus de investering waard. De overheid heeft nu ook meer geld beschikbaar en er worden meer reizigers verwacht dan toen in 2007 de Zuiderzeelijn werd afgeblazen.[37]
- Het alternatief van een busverbinding zou lang niet zoveel tijdwinst opleveren, niet aansluiten op het Europees spoornet en nauwelijks bijdragen aan de verduurzaming.[37] Maar ook een treinverbinding kan niet of slecht aansluiten op het Europese spoornet afhankelijk van de (kwaliteit van de) uiteindelijke treindienst die al dan niet gereden gaat worden. De Duitse regering geeft aan geen belangstelling te hebben voor een doortrekking van het spoor.

### Contra
Eventuele argumenten tegen de aanleg van de Lelylijn:
- Hoge kosten. In september 2024 werden de kosten van het project tussen de 8,2 en 21,4 miljard euro geraamd afhankelijk van het gekozen traject.[41][42]
- Wellicht volstaat het optimaliseren van de huidige spoorwegen. Dat is goedkoper en kan sneller gerealiseerd worden. Begin 2024 stelde het kabinet-Rutte IV 40 miljoen euro beschikbaar voor de aanpak van de flessenhals Meppel.[43] Dit geld wordt onder meer ingezet voor het opheffen van overwegen op het traject Zwolle – Meppel en het aanleggen van onderdoorgangen om de kans op storingen te verkleinen. Daarnaast gaat het om vernieuwde seinen en verbeterde wissels.[44] Bovendien onderzoekt ProRail ook de mogelijkheden voor een extra perron bij Meppel.[45]
- De aanleg van de Lelylijn zou lang kunnen duren. Volgens sommigen zou het spoor dan mogelijk een achterhaald vervoermiddel kunnen zijn, waarbij een vacuümverbinding werd geopperd.[3]
- Mogelijk is de Lelylijn niet rendabel. De kosten van de aanleg kunnen wel eens hoger zijn dan dat de Lelylijn ooit gaat opleveren.[46] Dit was de reden waarom de Zuiderzeelijn in 2007 werd afgeblazen.[38][37]
  - Een aansluiting op het Duitse hogesnelheidsnetwerk zou niet rendabel zijn. Hoogleraar economie Oosterhaven, voorstander van de Lelylijn, is tegen het verder doortrekken van de Lelylijn naar het Duitse stadje Leer en verder, omdat de huidige treinverbinding al amper door reizigers wordt gebruikt en dit niet zou veranderen door een snelle verbinding met de Randstad.[47] De spoorlijnen Groningen – Bad Nieuweschans en Bad Nieuweschans – Ihrhove zijn nog niet geëlektrificeerd en hebben een maximumsnelheid van 100 km/u, respectievelijk 120 km/u; voor het geëlektrificeerde baanvak Ihrhove – Leer geldt 120 km/u en de geëlektrificeerde spoorlijnen Leer – Oldenburg en Oldenburg – Bremen hebben beide een maximumsnelheid van 160 km/u; pas vanaf Bremen ligt er naar Hamburg en Berlijn een hogesnelheidslijn met een maximumsnelheid van 200 à 230 km/u. Er zou daarom nog aanzienlijk moeten worden geïnvesteerd om van de verbinding Groningen – Bremen een hogesnelheidslijn te maken. Door realisatie van de Wunderline in 2030 wordt de baanvaksnelheid van het traject Groningen – Leer verhoogd naar 130 km/u en wordt het aantal sporen vermeerderd naar twee. Voltooiing van de eerste fase van het project Wunderline wordt verwacht in 2024.[48] Het project Extra Sneltrein Groningen – Winschoten is hier ook van toepassing en is eind 2020 gereed.[49]
- Een busverbinding tussen Lelystad en Groningen zou ook al tijd besparen (al is het niet veel) en veel goedkoper zijn.[37] Tussen 1996 en 2012 was er ook al een snelle busverbinding tussen die twee steden.[50]
- Doorkruisen van een aantal natuurgebieden, waaronder Van Oordt's Mersken.[51] Hierin kunnen tunnels, bruggen of een aantal kilometers omweg eromheen een uitkomst bieden.[bron?] Deze omwegen en tunnels ten behoeve van een nieuwe spoorlijn kunnen leiden tot meerkosten waarbij niet uitgesloten is dat het verbeteren van bestaande spoorlijnen goedkoper is.
- De NS is aan het experimenteren met een snelle trein tussen de noordelijke provincies en Amsterdam, Schiphol en Den Haag. Deze trein legt Den Haag – Groningen af in 2 uur en 21 minuten, tegen 2.39 uur nu. Door een hogere snelheid op de Hanzelijn en het overslaan van verschillende stations (waaronder Leiden Centraal) kan ook veel reistijdwinst worden behaald die de investering niet meer zou rechtvaardigen.[52]